# 杨能格
杨能格（1814年 - ？），字简侯，号季良，自号玉堂种竹生，汉军正红旗人，籍奉天鐵嶺。清朝官员，进士出身。工书法。

## 生平
道光十五年（1835）乙未恩科顺天乡试举人（时隶正红旗汉军德音图佐领下），道光十六年（1836年）丙申恩科进士。咸丰三年（1853年）任江苏苏松道。官至江宁布政使。工书法，书法名重一时（载继昌 (光绪进士)《行素齋雜記》），著有《归砚斋诗赋草》、《海天集》。

## 家庭
- 曾祖楊晏（c.1720s-?），正红旗汉军佐领、湖北按察使。原配妻年氏，继妻許氏。
- 祖父楊銓（字念园，c.1750s-?），两广盐引批验所大使，善画马（载《绘鏡軒讀畫記》、李放《八旗画录》），有《得樹軒詩稿》不分卷。嫡妻愛新覺羅氏（胞兄三等侍衛宗室慧明阿（又惠明阿，1748-1796），其妻王佳氏（父正红旗汉军、三等誠武伯王釴，祖父三等誠武伯王毓秀，曾祖正红旗汉军副都统、四川提督、三等伯王之鼎，高祖明末清初將領、正紅旗与鑲紅旗漢軍都統、二等子王世選）；父宗室托克托（又托克博，1705-1752），祖父宗室良德，先祖舒爾哈齊）；继妻陳氏。
- 父楊書績（字杲樓，c.1770s-?；母陳氏），嘉庆八年（1803）舉人，云南知县，工書畫，尤擅箸畫，著《还砚斋诗稿》。
  - 胞兄嘉慶辛酉科進士楊書紹（c.1770s-？；母愛新覺羅氏），其女楊氏嫁鑲紅旗漢軍、道光癸未二甲進士何允元（父嘉慶辛酉科舉人何世城；子咸豐二年(1852)壬子科同進士何毓福，著有《易鏡》十一卷）。
  - 胞兄楊書蘊，两淮角斜场盐课大使。
  - 胞兄楊書顯，印务副参领。
  - 胞兄楊書維，河南归德府通判。
  - 胞姊楊氏。
- 嫡母生母姚氏（c.1770s-？）。其父内务府正白旗汉军、乾隆戊子科舉人姚明新（c.1740s-？），著有《春嚴吟草》；母楊瓊華，著有《綠窗吟草》（祖父正白旗汉军、兵部尚書楊應琚）；姑母姚素玉（c.1730s-?），著有《杏雨楼诗稿》，嫁鑲黃旗滿洲、浙江處州鎮總兵高益（c.1720s-?；父总兵高鈺 (清朝)（1691-1750），胞叔大学士文定公高斌，堂兄大学士文端公高晋；堂姊高佳氏系正蓝旗汉军进士胡氏吉惠 (道光进士)之高祖母，且吉惠之胞兄吉謙、胞叔德修与杨能格系道光十五年（1835）乙未恩科顺天乡试同榜）；祖父江宁布政使、西陵承办總管內務府大臣姚永泰；胞侄同治四年（1865年）乙丑科进士斌敏。继母金佳氏（c.1770s-？；父镶蓝旗满洲、乾隆四十二年（1777）丁酉科舉人寶麟）。
- 胞兄楊善格。楊超格（c.1800s-？），著《谷香堂诗稿》、《无扶斋诗抄》；妻金佳氏（父英會，祖父乾隆丁酉科舉人寶麟；姑母金佳氏继配嫁杨能格之父楊書績）；其子同治乙丑科探花楊霽。
- 胞姊楊氏（c.1810s-?），嫁内务府正白旗汉军、道光二十四年（1844）甲辰恩科举人姚氏斌祥（（1811-？；父德觀，祖父乾隆戊子科舉人姚明新，曾祖總管內務府大臣姚永泰；堂兄同治四年（1865年）乙丑科进士斌敏，与杨能格系道光十五年（1835）乙未恩科顺天乡试同榜）。
- 胞姊楊氏，嫁鑲紅旗漢軍于俊保（祖父乾隆十九年（1754年）甲戌科進士于宗瑛，高祖襄勤公于成龍 (旗人)）。
- 妻王氏（父王益謙，籍江蘇震澤）。
- 子楊儒（1840-1902），同治六年（1867）丁卯科順天舉人，戶部左侍郎、清末外交官（驻美国与欧洲诸国公使）。楊橒，同治甲子科舉人；妻董氏（父內務府鑲黃旗漢軍、河南候補直隸州知州榮晉，胞叔道光癸未科進士衍豫（又毓慶），祖父乾隆己酉科進士廣善）。